# Microregiunea Adony
Microregiunea Adony (în maghiară Adonyi kistérség) a fost o microregiune statistică (kistérség) din județul Fejér, Ungaria.
Cu o populație de 24.525 locuitori și o suprafață de 319,96 km2, aceasta a existat până în 2014, când în Ungaria, microregiunile ”kistérségek” au fost înlocuite de districte (járások).